# Cindy Noble
Cindy Jo Noble, po mężu Hauserman (ur. 14 listopada 1958 w Clarksburgu) – amerykańska koszykarka, występująca na pozycji środkowej, mistrzyni olimpijska, multimedalistka międzynarodowych imprez koszykarskich, po zakończeniu kariery zawodniczej trenerka koszykarska.

## Osiągnięcia
Na podstawie, o ile nie zaznaczono inaczej.

### AIAW
- Wicemistrzyni AIAW (1980, 1981)
- Uczestniczka rozgrywek AIAW Final Four (1979–1981)
- Mistrzyni turnieju konferencji Southeastern (SEC – 1980)
- Zaliczona do I składu:
  - Kodak All-America (1981)
  - turnieju SEC (1980)

### Indywidualne
- Zaliczona do:
  - galerii sław:
    - Żeńskiej Koszykówki – Women’s Basketball Hall of Fame  (2000)[4]
    - University of Tennessee Lady Vol Hall of Fame (2002)
    - Ohio Basketball Hall of Fame (2006)

  - składu SEC Legends (2014)

### Reprezentacja
- Mistrzyni:
  - olimpijska (1984)[5]
  - panamerykańskich (1983)
  - uniwersjady (1979)
- Wicemistrzyni świata (1983)
- Zdobywczyni Pucharu R. Williama Jonesa (1984)
- Koszykarka roku USA Basketball (1982 – wspólnie z LaTaunyą Pollard)
- Wybrana do kadry olimpijskiej na igrzyska w Moskwie (1980), które zostały zbojkotowane przez USA.